# Késmárki evangélikus templom
Késmárkon két evangélikus templom áll egymás szomszédságában.
A cikk a továbbiakban az evangélikus ótemplomról, más néven fatemplomról szól. Az előbb említett újtemplom mellett szerénykedik.
Az evangélikus templom Szlovákia épített kulturális világörökségének részét képezi. A Szentháromság tiszteletére emelt, eredeti állapotában látható fatemplomban napjainkban is evangélikus istentiszteleteket tartanak.

## Története
A templom abban az időben épült, amikor az 1681-es soproni országgyűlés 26. cikkelye engedélyezte a protestánsok számára a templomépítést a városon kívül egy adott helyen, kizárólag egyházi forrásokból. A legolcsóbb építőanyag a fa volt, ezért az utolsó öt templom, amely eredeti állapotában fennmaradt Szlovákia területén, fából épült. Az első fatemplom építése 1687-ben kezdődött. 1717-ben a templom három hónap alatt nyerte el végleges, ma is látható formáját.

## Formája
A templom népi barokk stílusú. A hatalmas festett boltozat négy csavart oszlopra és széles falakra támaszkodik. Alakját az egyenlő szárú görög keresztet formázó amszterdami Noorderkerk templomról mintázták. A templomépületnek ez a típusa elterjedt Németországban és az északi országokban, majd Szilézián keresztül jutott el a Magyar Királyság területére.

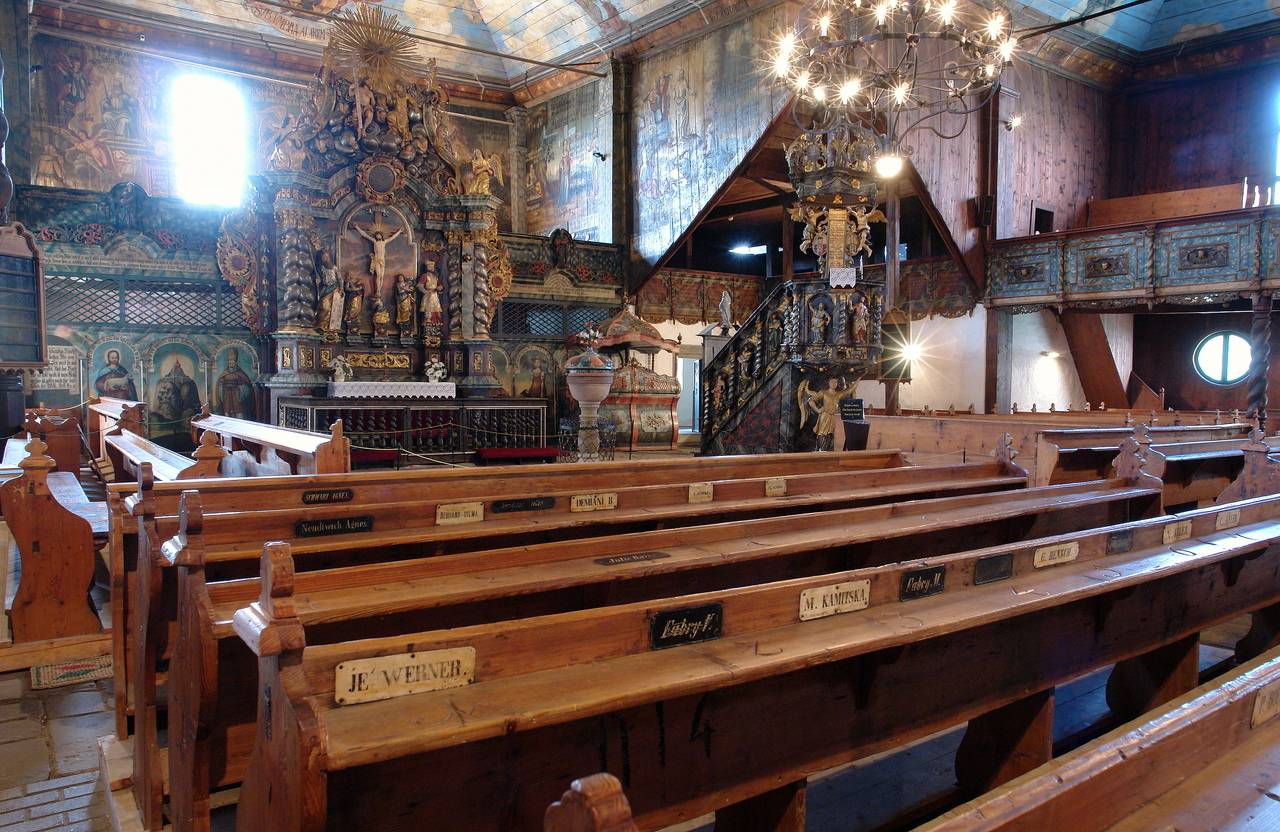
a fatemplom szentélye

## Építése
Építéséhez hozzájárult egész Észak-Európa minden protestáns vallású hívője, a svéd és a dán király azonban nem volt hajlandó ilyen célra gyűjtést rendezni országában. A hagyomány szerint az építkezésben részt vettek svéd tengerészek, akik emléket is hagytak maguk után: a belső tér tetőszerkezete egy felborított hajóra hasonlít, és a kerek ablakok is hajóra emlékeztetnek. A valóságban a templomépítésben a környező városok lakosai vettek részt. A tervezés a poprádi Georg Müttermann, a festés a lőcsei Gottlieb Kramer, az orgona a lőcsei Laurenz Cajkovsky és az iglói Martin Korabinsky nevéhez fűződik. Az összes fafaragási munkát a késmárki Johann Lerch végezte.

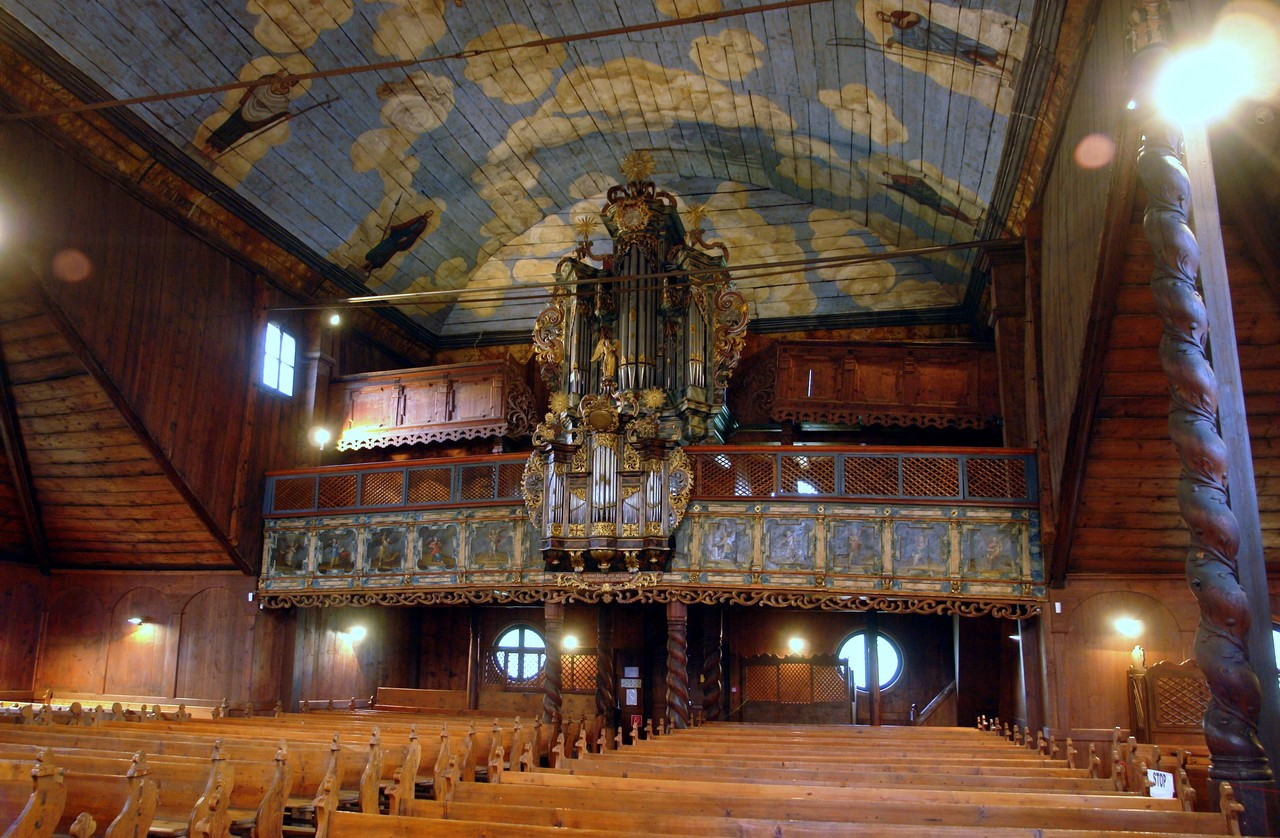
a fatemplom orgonája

## Használata
A késmárki templomot a Szentháromság tiszteletére szentelték. A földszinten és a hat kóruson összesen 1500 fő számára van hely. Az 1991-1996 között zajló általános felújítás óta a templom újra a késmárki evangélikus egyház istentiszteleti helye.